# Jeff Berlin
Jeffrey Arthur "Jeff" Berlin (født 17. januar 1953 i Queens, New York City, New York, USA) er en amerikansk bassist og lærer.
Berlin kom frem i Bill Brufords gruppe, med dennes debut album Feels Good to Me (1977). Han spillede herefter med i Allan Holdsworths gruppe på lpen Road Games (1983). Han har også spillet sammen med Frank Zappa, Frank Gambale, Steve Smith, Dennis Chambers, Vinnie Colaiuta, Joe Diorio, Scott Henderson, Clare Fischer, Alex Acuna, Cliff Almond, Neil Peart etc. Berlin studerede bas på Berklee School of Music. Han er inspireret af the Beatles og Jaco Pastorius, men spiller i en mere rock agtig stil. Han har mest ledet og indspillet med egne grupper i jazzrock fusions stil feks. The Players. Berlin underviser også i bass.

## Udvalgt Diskografi
- Feels Good to me (1977) - med Bill Bruford
- Road Games (1983) - med Allan Holdsworth
- Vox Humana (1985) - i eget navn
- Pump It (1986) - i eget navn
- Taking Notes (1997) - i eget navn
- In Harmonys Way (2001) - i eget navn
- Lumpy Jazz (2004) - i eget Navn
- Ace og Bass (2005) - i eget navn
- High Standard (2010) - i eget navn
- H B C (2012) med Scott Henderson og Dennis Chambers
- Groove and Moore (2013) - med Dennis Chambers
- Low Standards (2013) - i eget Navn

## Eksterne Henvisninger
- om Jeff Berlin på www.allmusic.com